# 동력 행글라이더
동력 행글라이더(Motorzied Hang-glider)는 초경량 항공기중의 하나로, 별도의 행글라이더에 엔진과 랜딩기어, 그리고 좌석을 붙인 것이다. 이 항공기는 (ULM:Ultra Light Motor)라고도 불리며, 가벼운 연료를 싣고도 많이 날 수 있다. 이것은 프롭이 뒤에 있어 추진력을 얻고, 조종사가 글라이더를 잡아당기면 항공기가 이륙한다. 바람이 강하게 불때는 엔진의 동력 없이와 약하게 엔진을 틀어 놓고도 날 수 있는 장점이 있다. 가장 대표적인 것은 영국의 페가수스 Q이다. 좌석은 2인승으로 두개가 있다.
대한민국 태안군 안면도의 꽃지해수욕장에는 동력행글라이더를 운행하고 있다.

## 장점
이 초경량 항공기는 속도가 약 40km이하로 떨어지지 않으면, 비행 실속이 일어나지 않으며 또한 항공기 활주로를 비롯하여 잔디밭, 모래사장, 오솔길 등에 내릴 수 있는 장점이 있다. 엔진은 가솔린 엔진을 사용하기 때문에 연료가 떨어질 경우 착륙하여 연료를 손쉽게 보충할 수 있다.

## 사고
최근에도 사고가 조금씩 발생하고 있으며, 대부분 조종사의 실수나 비행 실속으로 인한 것이다. 한국에서도 강이나 땅으로 추락해 탑승자 전원이 사망하는 대형사고가 3번 일어났다.
2012년 6월, 송도에서 경비행기가 이륙을 한지 10분 만에 추락하여 항공기에 타고있던 사람 2명이 모두 사망하였다.

## 같이 보기
- 경비행기